# Ramiro III van León
Ramiro III van León (Destriana, 961 - Astorga, 984) was de enige zoon van koning Sancho I van León.
Hij volgde in 966 als kind zijn vader op als koning van León. Zijn tante Elvira, een zus van vader Sancho, fungeerde tot 975 als regentes.
In 968-969 werd het land door de Noormannen geplunderd. Ramiro werd door de Moren verslagen in 975 en in 981 en verloor Simancas. Zijn betrachting naar absoluut monarchisme bracht hem in groeiend conflict met de edelen van Galicië. In 984 diende hij voor zijn vazallen te vluchten. De ontevreden edelen hadden hierbij steun gekregen van Ramiro's neef Bermudo II van León die de gevluchte koning opvolgde.
Ramiro was gehuwd met Sancha, dochter van graaf Gomez Diaz van Saldana, en was vader van:
- Ordoño, gehuwd met zijn nicht Christina, dochter van Bermudo II van León

## Voorouders
| Voorouders van Ramiro III van León (961-984) | Voorouders van Ramiro III van León (961-984)           | Voorouders van Ramiro III van León (961-984)           | Voorouders van Ramiro III van León (961-984)                | Voorouders van Ramiro III van León (961-984)                | Voorouders van Ramiro III van León (961-984)         | Voorouders van Ramiro III van León (961-984)         | Voorouders van Ramiro III van León (961-984)         | Voorouders van Ramiro III van León (961-984)         |
| -------------------------------------------- | ------------------------------------------------------ | ------------------------------------------------------ | ----------------------------------------------------------- | ----------------------------------------------------------- | ---------------------------------------------------- | ---------------------------------------------------- | ---------------------------------------------------- | ---------------------------------------------------- |
| Overgrootouders                              | Ordoño II van León (973-924) ∞ Elvira Menéndez (-)     | Ordoño II van León (973-924) ∞ Elvira Menéndez (-)     | Sancho I van Navarra (865-925) ∞ Toda van Navarra (876-958) | Sancho I van Navarra (865-925) ∞ Toda van Navarra (876-958) | Fernando Ansúrez I (-929) ∞ Muniadomna (-)           | Fernando Ansúrez I (-929) ∞ Muniadomna (-)           | ? (-) ∞ ? (-)                                        | ? (-) ∞ ? (-)                                        |
| Grootouders                                  | Ramiro II van León (900-951) ∞ Urraca van Pamplona (-) | Ramiro II van León (900-951) ∞ Urraca van Pamplona (-) | Ramiro II van León (900-951) ∞ Urraca van Pamplona (-)      | Ramiro II van León (900-951) ∞ Urraca van Pamplona (-)      | Ansur Fernández (-947/50) ∞ Gontroda Nuñez (876-958) | Ansur Fernández (-947/50) ∞ Gontroda Nuñez (876-958) | Ansur Fernández (-947/50) ∞ Gontroda Nuñez (876-958) | Ansur Fernández (-947/50) ∞ Gontroda Nuñez (876-958) |
| Ouders                                       | Sancho I van León (935-966) ∞ Theresa Ansúrez (-997)   | Sancho I van León (935-966) ∞ Theresa Ansúrez (-997)   | Sancho I van León (935-966) ∞ Theresa Ansúrez (-997)        | Sancho I van León (935-966) ∞ Theresa Ansúrez (-997)        | Sancho I van León (935-966) ∞ Theresa Ansúrez (-997) | Sancho I van León (935-966) ∞ Theresa Ansúrez (-997) | Sancho I van León (935-966) ∞ Theresa Ansúrez (-997) | Sancho I van León (935-966) ∞ Theresa Ansúrez (-997) |